# Niantic, Illinois
Niantic är en ort (village) i Macon County i Illinois. Vid 2020 års folkräkning Niantic 612 invånare.